# 大云峰禅寺
大云峰禅寺，位于北京市密云县溪翁庄镇黑山寺村西、密云水库以西3公里，是一座汉传佛教寺院。

## 历史
大云峰禅寺始建于唐朝。因山上荊条繁密，故得名“荊山禅寺”。宋朝重修复建，更名为“云峰禅寺”。清朝乾隆年间被毁。2002年，由华侨僧人释夏荊率领佛门众修共同发起修复重建，2003年经政府批准复建。更名为"大云峰禅寺”。
2009年9月28日，大云峰禅寺获密云县民族事务委员会颁发宗教活动场所登记证（宗场证字（密）05号）。2009年10月13日举行颁证仪式，正式恢复为宗教活动场所。

## 建筑
截至2014年，该寺已兴建的建筑有：
- 山门
- 大雄宝殿
- 观音殿
- 地藏殿
- 天王殿
- 五观堂
- 法堂
- 祖师殿
- 伽蓝殿
- 龙王宫
- 城隍庙
- 放生池
- 客堂
- 露天观音甘露池

待建的建筑有：
- 综合楼
- 大僚房
- 往生堂
- 舍利塔
- 藏经楼
- 念佛堂
- 居士楼

## 历任住持
- 释觉缘（2009年-）